# Roland Schwarz
Roland Schwarz (Moscú, Rusia, 14 de agosto de 1996) es un deportista alemán que compite en lucha grecorromana.
Ganó una medalla de bronce en el Campeonato Mundial de Lucha de 2021 y dos medallas en el Campeonato Europeo de Lucha, en los años 2019 y 2023.

## Palmarés internacional
| Campeonato Mundial | Campeonato Mundial | Campeonato Mundial | Campeonato Mundial |
| Año                | Lugar              | Medalla            | Categoría          |
| ------------------ | ------------------ | ------------------ | ------------------ |
| 2021               | Oslo (Noruega)     | Medalla de bronce  | 77 kg              |
| Campeonato Europeo |                    |                    |                    |
| Año                | Lugar              | Medalla            | Categoría          |
| 2019               | Bucarest (Rumania) | Medalla de plata   | 77 kg              |
| 2023               | Zagreb (Croacia)   | Medalla de bronce  | 82 kg              |